# Forgotten Empires
Forgotten Empires é uma desenvolvedora de jogos eletrônicos americana com sede em Cincinnati, Ohio. Foi fundada por Bert Beeckman e Ryan Shepherd em 2013. É especializada na criação de jogos de estratégia em tempo real (RTS), particularmente dentro do gênero histórico. Suas contribuições incluem o desenvolvimento de expansões e remasterização de títulos do Age of Empires. Em junho de 2022, a Forgotten Empires foi adquirida pela Keywords Studios.

## Historia
Forgotten Empires surgiu como um grupo de jogadores que começou a trabalhar em uma modificação para Age of Empires II em 2012. Na mesma época, a Microsoft estava no processo de criação de uma edição HD remasterizada de Age of Empires II. O mod foi bem-sucedido, levando a Microsoft a colaborar com o grupo para transformar seu projeto em uma expansão oficial. Essa colaboração foi anunciada em junho de 2013, com a Microsoft revelando o envolvimento da Forgotten Empires no desenvolvimento contínuo do Age of Empires II: HD Edition. Posteriormente, em colaboração com a SkyBox Labs, a expansão intitulada Age of Empires II HD: The Forgotten foi lançada alguns meses depois.
Após esse sucesso, a Forgotten Empires e a Microsoft Studios desenvolveram em conjunto The African Kingdoms e Rise of the Rajas, mais dois pacotes de expansão do Age of Empires II HD. Eles também contribuíram para Tale of the Dragon, uma expansão para Age of Mythology, um jogo spin-off centrado na mitologia.
Age of Empires: Definitive Edition foi revelado pela Forgotten Empires em 2017 durante a Electronic Entertainment Expo PC Gaming Show. A data de lançamento do jogo foi adiada de 19 de outubro de 2017 para 20 de fevereiro de 2018. Por meio da Windows Store, Age of Empires: Definitive Edition foi disponibilizado.  A Forgotten Empires co-desenvolveu vários jogos e expansões para a franquia Age of Empires com a World's Edge, SkyBox Labs e Relic Entertainment.
Em junho de 2022, a Keywords Studios adquiriu a Forgotten Empires por US$ 32,5 milhões. Em 2023, a World's Edge anunciou que uma versão remasterizada de Age of Mythology, Age of Mythology: Retold, está em desenvolvimento, com Forgotten Empires também co-desenvolvendo-a.

## Jogos e expansões
| Ano  | Titulo                                                                | Notas                                                               |
| ---- | --------------------------------------------------------------------- | ------------------------------------------------------------------- |
| 2013 | Age of Empires II HD: The Forgotten                                   | Co-desenvolvidos com a SkyBox Labs.                                 |
| 2014 | Age of Mythology: Extended Edition                                    | Co-desenvolvidos com a SkyBox Labs.                                 |
| 2015 | Age of Empires II HD: The African Kingdoms                            | Co-desenvolvidos com a SkyBox Labs.                                 |
| 2016 | Age of Mythology: Tale of the Dragon                                  | Co-desenvolvidos com a SkyBox Labs.                                 |
| 2016 | Age of Empires II HD: Rise of the Rajas                               | Co-desenvolvidos com a SkyBox Labs.                                 |
| 2018 | Age of Empires: Definitive Edition                                    | Co-desenvolvido com Tantalus Media e Wicked Workshop                |
| 2019 | Age of Empires II: Definitive Edition                                 | Co-desenvolvido com Tantalus Media e Wicked Workshop                |
| 2020 | Age of Empires III: Definitive Edition                                | Co-desenvolvido com Tantalus Media e Wicked Workshop                |
| 2021 | Age of Empires II: Definitive Edition - Lords of the West             | Co-desenvolvido com World's Edge                                    |
| 2021 | Age of Empires III: Definitive Edition - United States Civilization   | Co-desenvolvido com World's Edge                                    |
| 2021 | Age of Empires III: Definitive Edition - The African Royals           | Co-desenvolvido com World's Edge                                    |
| 2021 | Age of Empires II: Definitive Edition - Dawn of the Dukes             | Co-desenvolvido com World's Edge                                    |
| 2021 | Age of Empires III: Definitive Edition - Mexico Civilization          | Co-desenvolvido com World's Edge                                    |
| 2021 | Age of Empires IV                                                     | Desenvolvido em parceria com a World's Edge e Relic Entertainment   |
| 2022 | Age of Empires II: Definitive Edition - Dynasties of India            | Co-desenvolvido com World's Edge                                    |
| 2022 | Age of Empires III: Definitive Edition - Knights of the Mediterranean | Co-desenvolvido com World's Edge                                    |
| 2023 | Age of Empires II: Definitive Edition - Return of Rome                | Co-desenvolvido com World's Edge                                    |
| 2023 | Age of Empires IV: The Sultans Ascend                                 | Desenvolvido em parceria com a World's Edge e a Relic Entertainment |
| 2024 | Age of Empires II: Definitive Edition – Victors and Vanquished        | Co-desenvolvido com World's Edge                                    |
| 2024 | Age of Mythology: Retold                                              | Co-desenvolvido com World's Edge                                    |
| 2024 | Age of Empires II: Definitive Edition – Chronicles: Battle for Greece | Co-desenvolvido com World's Edge                                    |
| TBA  | Sem título Age of Empires III: Definitive Edition DLC                 | Co-desenvolvido com World's Edge                                    |
| TBA  | Age of Mythology: Retold - Immortal Pillars                           | Co-desenvolvido com World's Edge                                    |